# Liste der Biografien/Dors
Liste der Biografien |
Portal Biografien |
Personensuche
# |
A |
B |
C |
D |
E |
F |
G |
H |
I |
J |
K |
L |
M |
N |
O |
P |
Q |
R |
S |
T |
U |
V |
W |
X |
Y |
Z |
?
 
Da |
Db |
Dc |
Dd |
De |
Dg |
Dh |
Di |
Dj |
Dk |
Dl |
Dm |
Dn |
Do |
Dq |
Dr |
Ds |
Du |
Dv |
Dw |
Dy |
Dz
 
Doa |
Dob |
Doc |
Dod |
Doe |
Dof |
Dog |
Doh |
Doi |
Doj |
Dok |
Dol |
Dom |
Don |
Doo |
Dop |
Doq |
Dor |
Dos |
Dot |
Dou |
Dov |
Dow |
Dox |
Doy |
Doz
 
Dora |
Dorb |
Dorc |
Dord |
Dore |
Dorf |
Dorg |
Dorh |
Dori |
Dorj |
Dork |
Dorl |
Dorm |
Dorn |
Doro |
Dorp |
Dorr |
Dors |
Dort |
Doru |
Dorv |
Dorw |
Dory |
Dorz
Die Liste der Biografien führt alle Personen auf, die in der deutschsprachigen Wikipedia einen Artikel haben. Dieses ist eine Teilliste mit 102 Einträgen von Personen, deren Namen mit den Buchstaben „Dors“ beginnt.

## Dors
- Dors, Diana (1931–1984), britische Schauspielerin und SexsymbolDiana Dors (1931–1984)

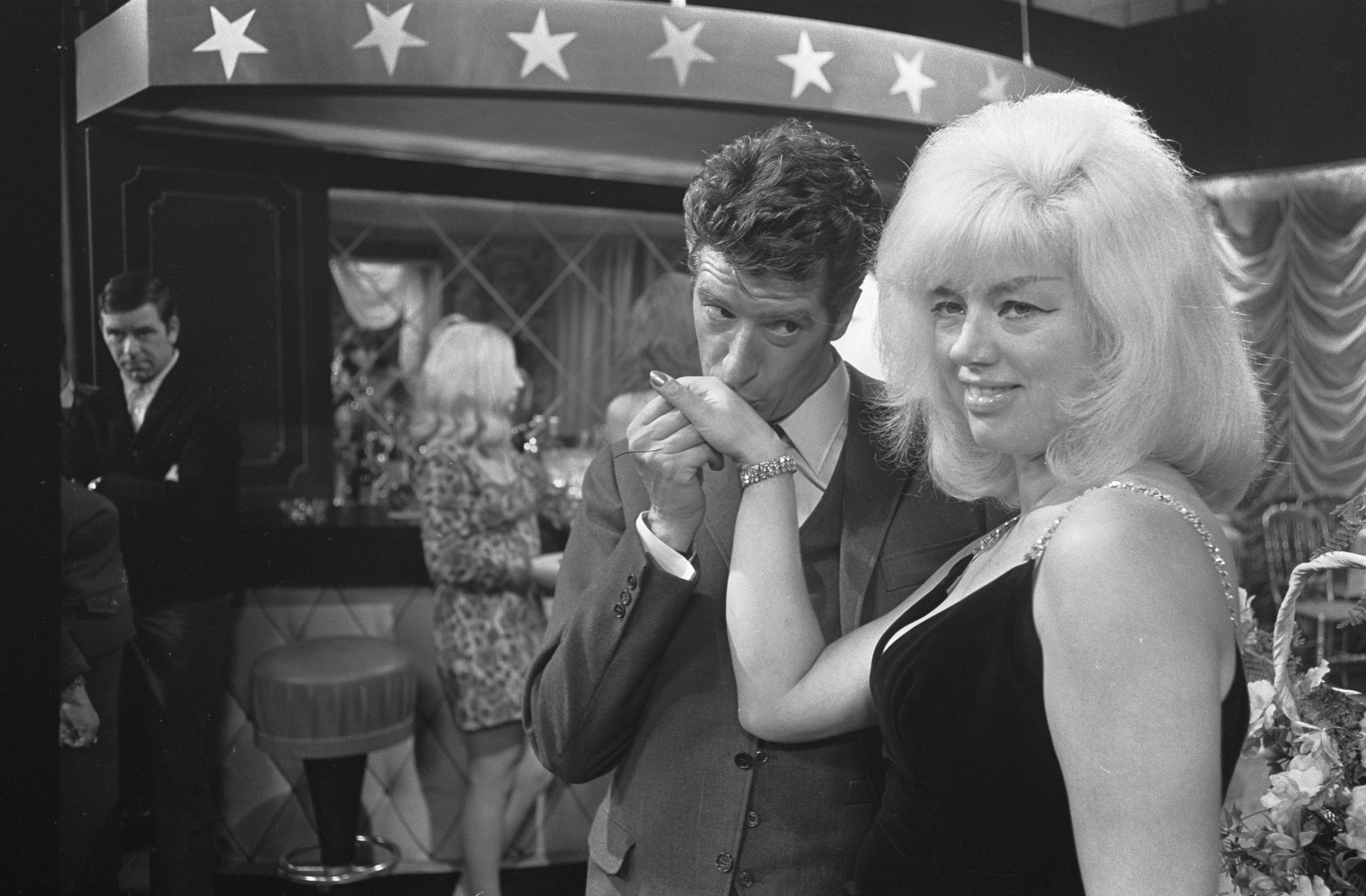
Diana Dors (1931–1984)

- Dors, Henrich, deutscher Maler und Genealoge

### Dorsa
- Dörsam, Adax (* 1955), deutscher Gitarrist, Komponist und Musikproduzent
- Dörsam, Matthias (* 1960), deutscher Musiker (Saxophone, Klarinette, Flöte) des Modern Jazz und Komponist
- Dörsam, Peter (* 1966), deutscher Kommunalpolitiker (Bündnis 90/Die Grünen / UWG Heidenau) und Samtgemeindebürgermeister (Samtgemeinde Tostedt)
- D’Orsay, Brooke (* 1982), kanadische Schauspielerin
- Dorsay, Robert (1904–1943), deutscher Sänger, Tänzer und Schauspieler

### Dorsc
- Dorsch, Anton Joseph (1758–1819), deutscher Theologe, Hochschullehrer, Aufklärer und Revolutionär
- Dorsch, Barbara (* 1955), deutsche Kabarettistin, Schauspielerin und Musikerin
- Dorsch, Benedikt (* 1981), deutscher Tennisspieler
- Dorsch, Christoph (1676–1732), deutscher Siegel-, Wappen- und Glasschneider
- Dorsch, Daniel (* 1968), deutscher Sound-Designer und Theater- und Bühnenmusiker
- Dorsch, Erhard (1649–1712), deutscher Siegel-, Wappen- und Glasschneider
- Dorsch, Eugen (* 1896), deutscher Polizeibeamter und SA-Führer
- Dorsch, Ferdinand (1875–1938), deutscher Maler, Grafiker und Hochschullehrer
- Dorsch, Franz Xaver (1899–1986), deutscher Bauingenieur, Baubeamter und Unternehmer, Leiter der Organisation Todt
- Dorsch, Friedrich (1896–1987), deutscher Psychologe
- Dorsch, Hans (* 1969), deutscher Sachbuchautor
- Dorsch, Heike (* 1974), deutsche Diplom-Betriebswirtin und Weltumseglerin
- Dorsch, Helge (* 1947), deutscher Dirigent, Pianist und Komponist
- Dorsch, Johann Baptist (1744–1789), deutscher Bildhauer
- Dorsch, Käthe (1890–1957), deutsch-österreichische SchauspielerinKäthe Dorsch (1890–1957)

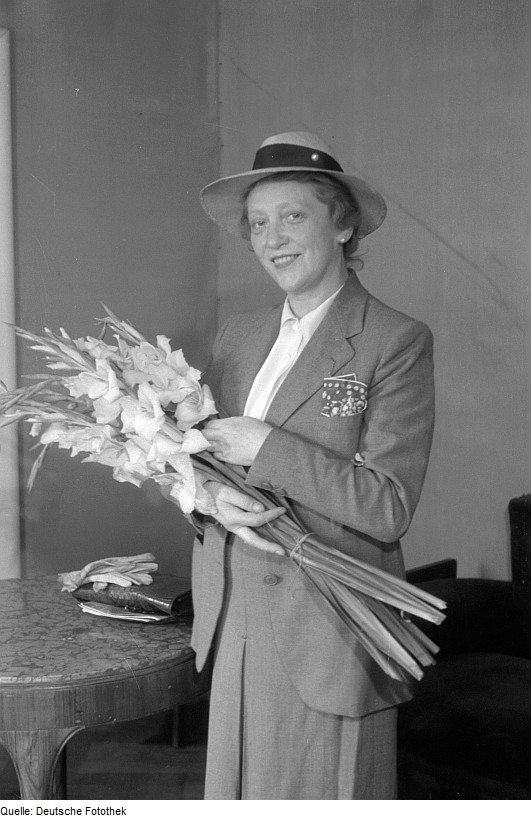
Käthe Dorsch (1890–1957)

- Dorsch, Niklas (* 1998), deutscher Fußballspieler
- Dorsch, Patrizia (* 1994), deutsche Skirennläuferin
- Dorsch, Peter (* 1964), deutscher Theaterregisseur
- Dorsch, Thomas (* 1968), deutscher Komponist, Arrangeur und Dirigent
- Dörsch, Waldo (1928–2012), deutscher Bildhauer
- Dorsch, Walter (1922–1989), deutscher Politiker (SPD), MdL
- Dorsch, Walter (* 1949), deutscher Arzt
- Dorsch, Wilhelm (1868–1939), deutscher Politiker (Hessischer Bauernbund, DNVP, Christlich-Nationale Bauern- und Landvolkpartei), MdL, MdR
- Dorsche, Johann Georg (1597–1659), deutscher lutherischer Theologe
- Dorschel, Andreas (* 1962), deutscher Philosoph
- Dörschel, Birgit (1945–2003), deutsche Physikerin und Hochschullehrerin
- Dörschel, Richard (1864–1955), deutscher Architekt
- Dorschel, Rudolf (1898–1980), deutscher Jurist und Richter
- Dörschel, Thomas (* 1964), deutscher Pianist, Arrangeur und Komponist
- Dorschfeldt, Georg Albert (1889–1979), deutscher Maler und Hochschullehrer
- Dorschijew, Agwan (1854–1938), burjatischer buddhistischer Geistlicher und Mönch, Diplomat, Reformer
- Dörschlag, Carl (1832–1917), deutscher Maler und Gymnasialprofessor, in Transsilvanien tätig
- Dörschlag, Ekkehard (* 1963), österreichischer Physiotherapeut, Skibergsteiger, Radrennfahrer und Mountainbiker
- Dorschner, Johann (1939–2020), deutscher Astronom
- Dorschner, Stephan (* 1964), deutscher Pflegewissenschaftler und Hochschullehrer

### Dorse
- Dorsenne, Jean-Marie (1773–1812), französischer General der Infanterie (Garde impériale)
- Dorset, Ray (* 1946), britischer RockmusikerRay Dorset (* 1946)

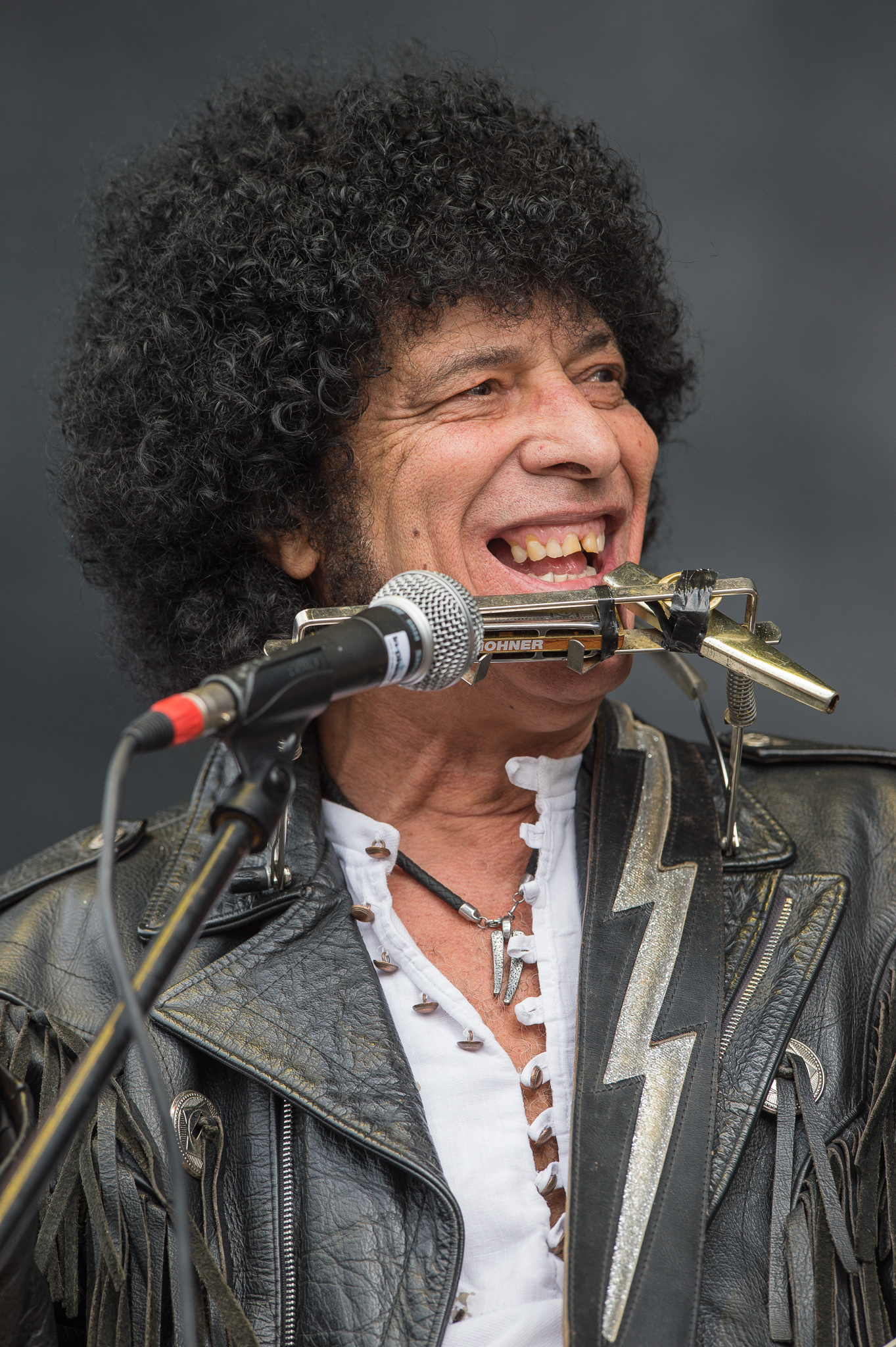
Ray Dorset (* 1946)

- Dorsett, Derek (* 1986), kanadischer Eishockeyspieler und -trainer
- Dorsett, Phillip (* 1993), US-amerikanischer American-Football-Spieler
- Dorsett, Tony (* 1954), US-amerikanischer American-Football-Spieler
- Dorsey, Betty (1945–2020), US-amerikanische Popsängerin
- Dorsey, Candas Jane (* 1952), kanadische Autorin
- Dorsey, Clement (1778–1848), US-amerikanischer Politiker
- Dorsey, Frank Joseph Gerard (1891–1949), US-amerikanischer Politiker
- Dorsey, G. V. (1812–1885), US-amerikanischer Arzt und Politiker
- Dorsey, Gail Ann (* 1962), US-amerikanische Musikerin
- Dorsey, George Washington Emery (1842–1911), US-amerikanischer Politiker
- Dorsey, Hugh M. (1871–1948), US-amerikanischer Politiker
- Dorsey, Jack (* 1976), US-amerikanischer Softwareentwickler und UnternehmerJack Dorsey (* 1976)

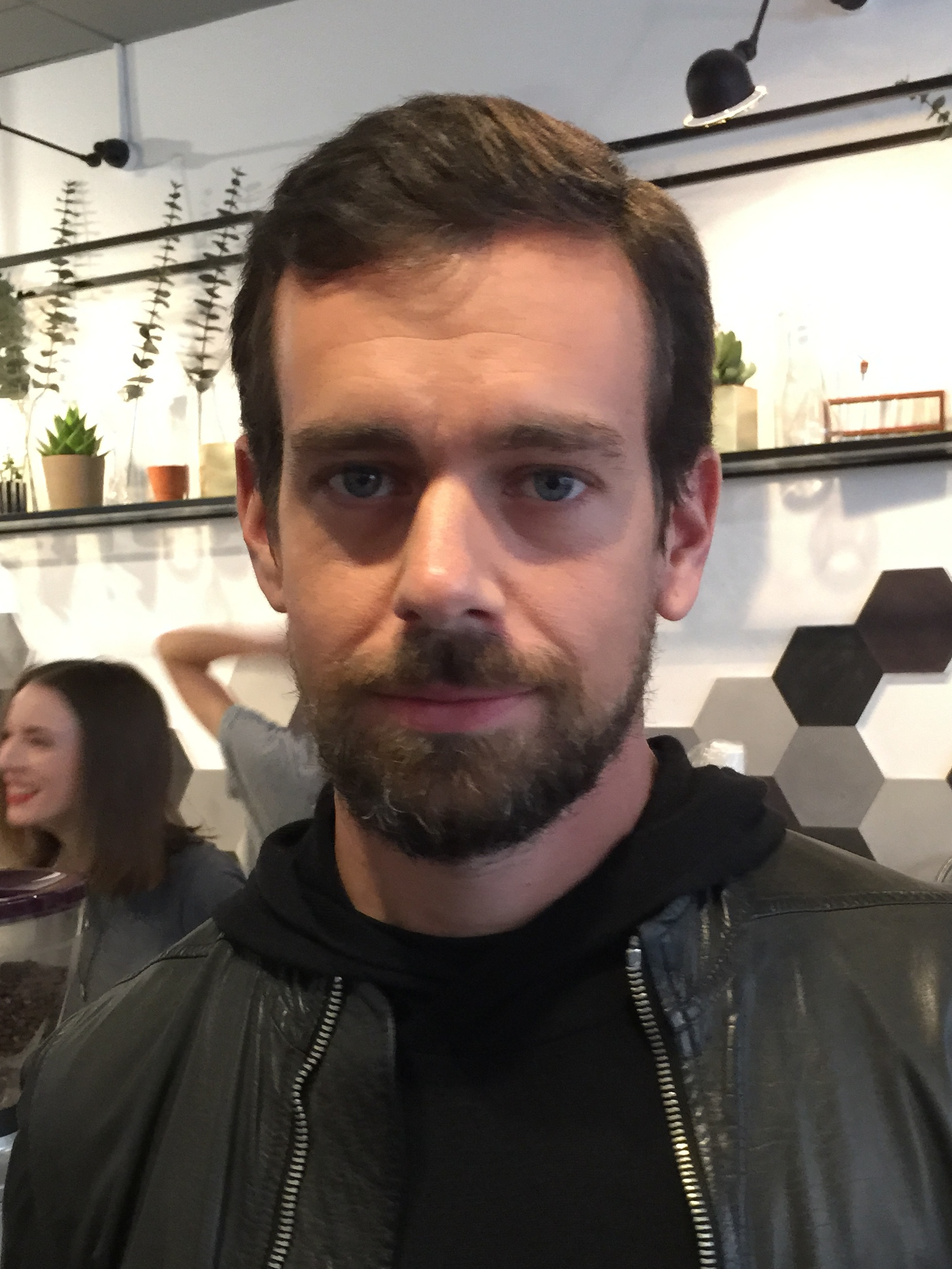
Jack Dorsey (* 1976)

- Dorsey, James M. (* 1951), US-amerikanischer Journalist
- Dorsey, Jimmy (1904–1957), US-amerikanischer Jazzmusiker
- Dorsey, Joe, US-amerikanischer Schauspieler
- Dorsey, Joey (* 1983), US-amerikanischer Basketballspieler
- Dorsey, John Lloyd (1891–1960), US-amerikanischer Politiker
- Dorsey, John Syng (1783–1818), US-amerikanischer Chirurg und Hochschullehrer
- Dorsey, Karl (1894–1974), US-amerikanischer Segler
- Dorsey, Kerris (* 1998), US-amerikanische Schauspielerin
- Dorsey, Lee (1924–1986), US-amerikanischer Sänger
- Dorsey, Norbert (1929–2013), US-amerikanischer Ordensgeistlicher, römisch-katholischer Bischof von Orlando
- Dorsey, Omar (* 1975), US-amerikanischer Schauspieler
- Dorsey, Reavis, US-amerikanischer Schauspieler
- Dorsey, Stephen Wallace (1842–1916), US-amerikanischer Politiker (Republikanische Partei)
- Dorsey, Thomas A. (1899–1993), US-amerikanischer Blues- und Gospel-Sänger und Pianist
- Dorsey, Tim, US-amerikanischer Schauspieler
- Dorsey, Tommy (1905–1956), US-amerikanischer Jazzmusiker (Posaunist und Trompeter)Tommy Dorsey (1905–1956)

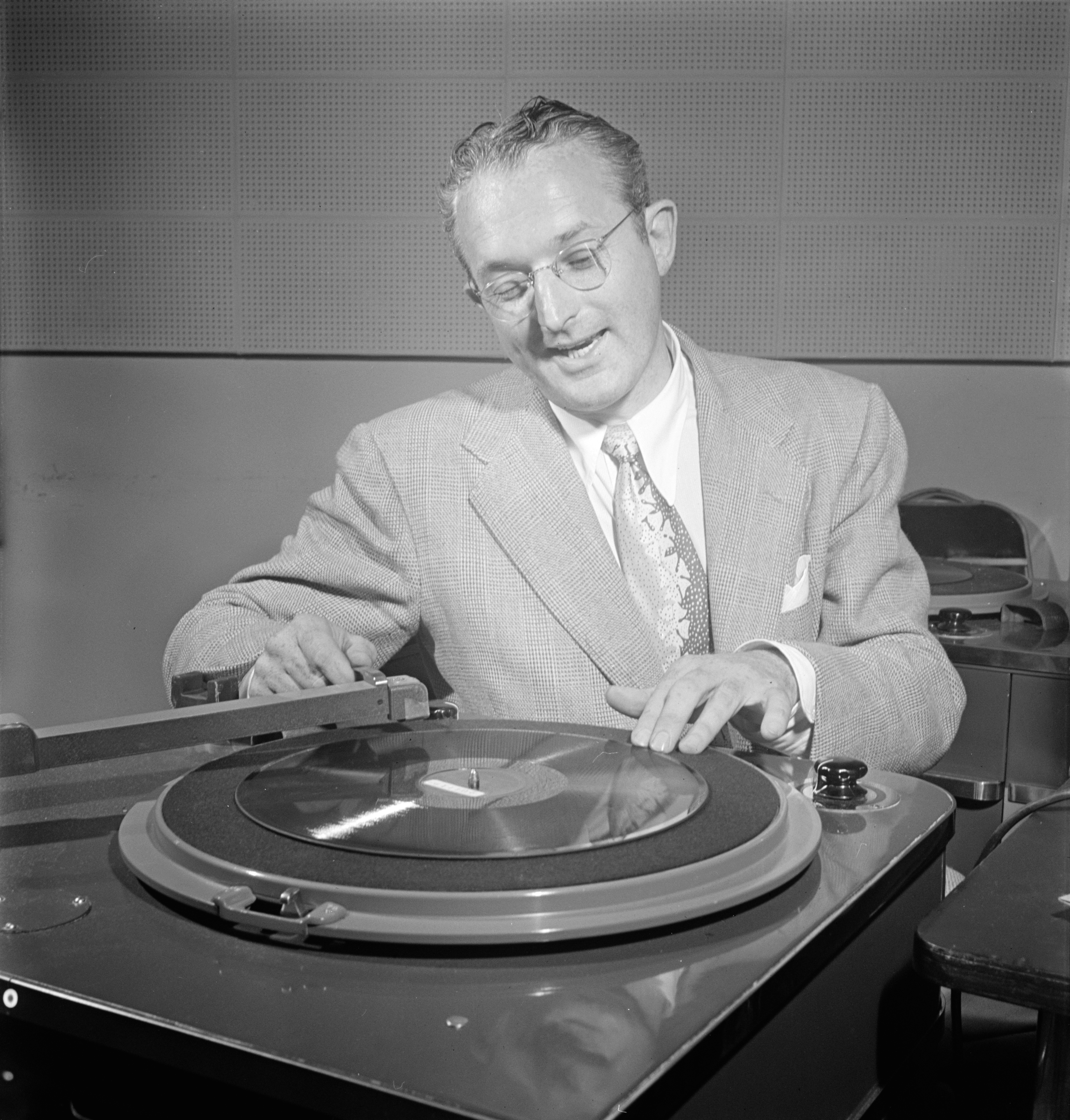
Tommy Dorsey (1905–1956)

- Dorsey, Tony (* 1970), US-amerikanisch-britischer Basketballspieler
- Dorsey, Troy (* 1962), US-amerikanischer Boxer im Federgewicht
- Dorsey, Tyler (* 1996), griechisch-amerikanischer Basketballspieler

### Dorsh
- Dorsheimer, Philip (1797–1868), US-amerikanischer Politiker
- Dorsheimer, William (1832–1888), US-amerikanischer Jurist, Offizier und Politiker
- Dorshi Lobsang Thubten Chöphel (* 1936), 6. Dorshi Rinpoche, Professor an der Nordwest Nationalitäten-Universität in Lanzhou, Forschungen zum Zangmi qigong (Tibetisch-buddhistisches Tantra Qigong)

### Dorsi
- D’Orsi, Achille (1845–1929), italienischer Bildhauer
- D’Orsi, Umberto (1929–1976), italienischer Schauspieler
- Dorsile, Viviane (* 1967), französische Leichtathletin
- Dorsin, Mikael (* 1981), schwedischer Fußballspieler
- Dorsinville, Roger (1911–1992), haitianischer Politiker, Diplomat und Schriftsteller französischer Sprache

### Dorsm
- Dorsman, Rogier (* 1999), niederländischer Schwimmer

### Dorso
- D’Orsogna, Tommaso (* 1990), australischer Schwimmer
- Dorsonville-Rodríguez, Mario Eduardo (1960–2024), kolumbianisch-US-amerikanischer römisch-katholischer Geistlicher, Bischof von Houma-Thibodaux

### Dorss
- Dorssen, Marion van (* 1968), niederländische Judoka

### Dorst
- Dorst, Christian (* 1970), deutscher Politiker (BSW), MdL Brandenburg
- Dorst, Christiane (* 1939), deutsche Kostümbildnerin und Bühnenbildnerin
- Dorst, Christopher (* 1956), US-amerikanischer Wasserballspieler
- Dorst, Doug, US-amerikanischer Autor und Hochschuldozent
- Dorst, Jean (1924–2001), französischer Ornithologe
- Dorst, Leonhard (1809–1851), deutscher Architekt, Heraldiker und Hofbaumeister
- Dorst, Raven van (* 1984), darstellend künstlerisch tätige Person der NiederlandeRaven van Dorst (* 1984)

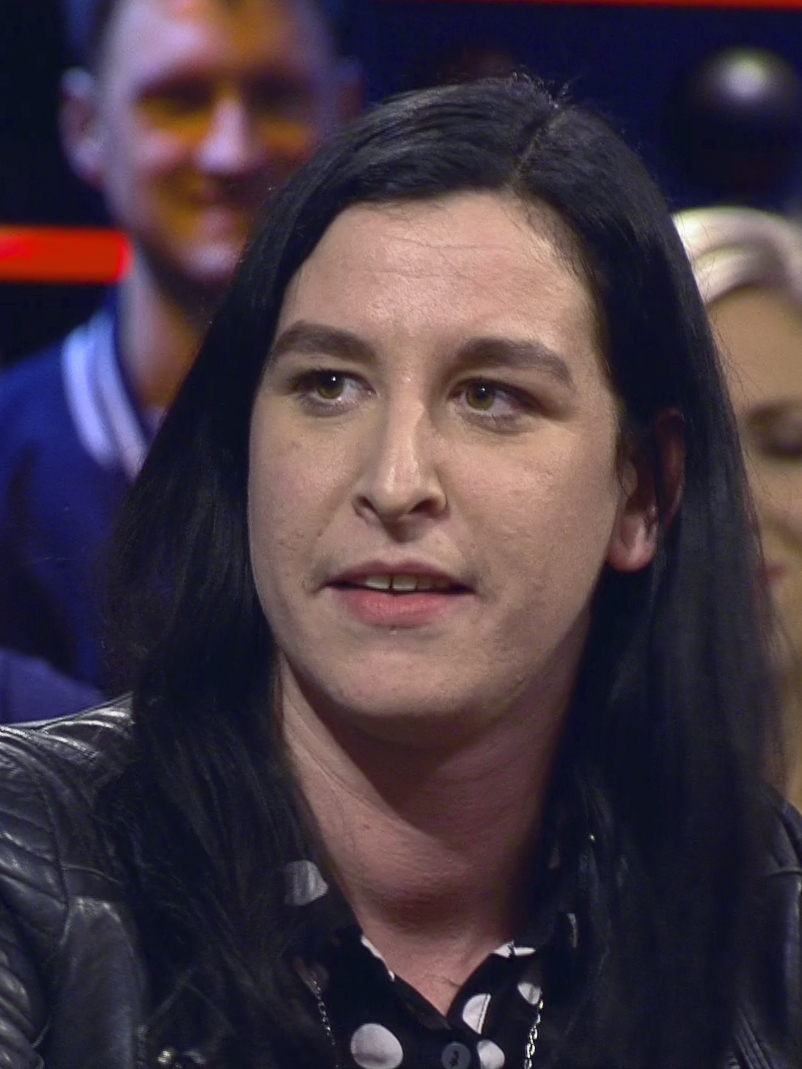
Raven van Dorst (* 1984)

- Dorst, Tankred (1925–2017), deutscher Dramatiker und Schriftsteller
- Dorst, Werner (1914–1990), deutscher Erziehungswissenschaftler und Hochschullehrer
- Dörstelmann, Florian (* 1967), deutscher Politiker (SPD), MdA
- Dorsten, Johann Daniel (1643–1706), deutscher Mediziner und Physiker
- Dorsten, Michiel van (* 1986), niederländischer Volleyball- und Beachvolleyballspieler
- Dorsten, Theodor (1492–1552), italienischer Botaniker
- Dörstling, Gustav (1816–1885), österreichisch-sächsischer Kaufmann, Unternehmer und Politiker

### Dorsw
- Dorsweiler-Criechingen, Anna von († 1524), Äbtissin im Stift Nottuln